# Jimmy Waddell
Jimmy Waddell – szkocki curler, mistrz Europy 1979.
Waddell zadebiutował na arenie międzynarodowej jako otwierający w zespole Alexa F. Torrance'a z Hamilton & Thornyhill Curling Club na Mistrzostwach Świata 1964. Szkoci znaleźli się w finale, przegrywając 12:10 przeciwko Kanadzie (Lyall Dagg) zdobyli srebrne medale. Zespół Torrance'a wygrał mistrzostwa Szkocji dopiero po 8 latach i wystąpił w Mistrzostwach Świata 1972. Ostatecznie uplasowali się na 4. miejscu, w półfinale ulegli Kanadyjczykom (Orest Meleschuk) 3:8.
Po zakończeniu sezonu Jimmy i Robert Kirkland postanowili utworzyć swój własny zespół, który triumfował w rywalizacji krajowej w sezonie 1973/1974. Podczas MŚ 1974 Szkoci zdołali wygrać tylko 2 mecze i zostali sklasyfikowani na 8. pozycji. Waddell wystąpił także w turnieju w 1979, tam zajął 6. miejsce. Pod koniec tego samego roku reprezentował kraj na Mistrzostwach Europy. Szkoci awansowali do fazy finałowej z 3. miejsca w Round Robin. Ekipa z Hamilton w półfinale zwyciężyła nad Włochami (Giuseppe Dal Molin) 7:4, w finale zdobyła pierwszy dla Szkocji tytuł mistrzów Europy.  Waddell w ostatnim meczu pokonał 8:7 Szwedów (Jan Ullsten).
Jego wnukiem jest curler Kyle Waddell.

## Drużyna
|           | Czwarty          | Trzeci           | Drugi           | Otwierający   |
| --------- | ---------------- | ---------------- | --------------- | ------------- |
| 1978/1980 | Jimmy Waddell    | Willie Frame     | Jim Forrest     | George Bryan  |
| 1973/1974 | Jimmy Waddell    | Jim Steele       | Robert Kirkland | Willie Frame  |
| 1963/1972 | Alex F. Torrance | Alex A. Torrance | Robert Kirkland | Jimmy Waddell |